# Temporada 1983-84 de los Golden State Warriors
La temporada 1983-84 fue la trigésimo octava de los Warriors en la NBA, la vigésimo segunda en el Área de la Bahía de San Francisco, a donde llegaron procedentes de Filadelfia, y la decimotercera en la ciudad de Oakland con la denominación de Golden State Warriors. La temporada regular acabó con 37 victorias y 45 derrotas, acabando en la décima posición de la Conferencia Oeste, no logrando clasificarse para los playoffs.

## Elecciones en elDraft
| Ronda | Puesto | Jugador        | Posición | Nacionalidad   | Universidad  |
| ----- | ------ | -------------- | -------- | -------------- | ------------ |
| 1     | 6      | Russell Cross  | Pívot    | Estados Unidos | Purdue       |
| 2     | 43     | Pace Mannion   | Escolta  | Estados Unidos | Utah         |
| 3     | 53     | Mike Holton    | Base     | Estados Unidos | UCLA         |
| 4     | 77     | Peter Thibeaux | Alero    | Estados Unidos | Saint Mary's |

## Temporada regular
| División Pacífico        | División Pacífico | División Pacífico | División Pacífico | División Pacífico | División Pacífico | División Pacífico | División Pacífico | División Pacífico |
| Equipo                   | G                 | P                 | %                 | PD                | Casa              | Fuera             | Div               |                   |
| ------------------------ | ----------------- | ----------------- | ----------------- | ----------------- | ----------------- | ----------------- | ----------------- | ----------------- |
| y-Los Angeles Lakers     | 54                | 28                | .659              | –                 | 28–13             | 26–15             | 18–12             |                   |
| x-Portland Trail Blazers | 48                | 34                | .585              | 6                 | 33–8              | 15–26             | 17–13             |                   |
| x-Seattle SuperSonics    | 42                | 40                | .512              | 12                | 32–9              | 10–31             | 14–16             |                   |
| x-Phoenix Suns           | 41                | 41                | .500              | 13                | 31–10             | 10–31             | 16–14             |                   |
| Golden State Warriors    | 37                | 45                | .451              | 17                | 27–14             | 10–31             | 13–17             |                   |
| San Diego Clippers       | 30                | 52                | .366              | 24                | 25–16             | 5–36              | 12–18             |                   |

## Estadísticas
| Rk | Jugador           | Edad | P  | PT | MP   | TC  | TCI  | %TC  | T3  | T3I | %T3  | TL  | TLI | %TL  | RO  | RD  | RT  | AS  | RB  | TAP | BP  | FP  | PTS  |
| -- | ----------------- | ---- | -- | -- | ---- | --- | ---- | ---- | --- | --- | ---- | --- | --- | ---- | --- | --- | --- | --- | --- | --- | --- | --- | ---- |
| 1  | Purvis Short      | 26   | 79 | 76 | 37.3 | 9.0 | 19.1 | .473 | 0.3 | 0.9 | .306 | 4.5 | 5.6 | .793 | 2.3 | 3.2 | 5.5 | 3.1 | 1.3 | 0.1 | 2.9 | 3.2 | 22.8 |
| 2  | Joe Barry Carroll | 25   | 80 | 80 | 37.0 | 8.3 | 17.4 | .477 | 0.0 | 0.0 | .000 | 3.9 | 5.4 | .723 | 2.9 | 5.0 | 8.0 | 2.5 | 1.3 | 1.8 | 3.4 | 3.1 | 20.5 |
| 3  | Sleepy Floyd      | 23   | 77 | 73 | 33.2 | 6.3 | 13.6 | .463 | 0.1 | 0.6 | .178 | 4.1 | 5.0 | .816 | 1.1 | 2.4 | 3.5 | 3.5 | 1.3 | 0.4 | 2.5 | 2.8 | 16.8 |
| 4  | Lester Conner     | 24   | 82 | 82 | 31.4 | 4.4 | 8.9  | .493 | 0.0 | 0.1 | .167 | 2.3 | 3.2 | .718 | 1.6 | 2.1 | 3.7 | 4.9 | 2.0 | 0.1 | 1.7 | 2.1 | 11.1 |
| 5  | Larry Smith       | 26   | 75 | 63 | 27.9 | 3.3 | 5.8  | .560 | 0.0 | 0.0 |      | 1.3 | 2.2 | .560 | 3.8 | 5.2 | 9.0 | 1.0 | 0.8 | 0.3 | 1.7 | 3.7 | 7.8  |
| 6  | Mickey Johnson    | 31   | 78 | 25 | 27.2 | 4.6 | 10.9 | .421 | 0.1 | 0.4 | .172 | 4.3 | 5.5 | .785 | 2.5 | 4.1 | 6.6 | 2.8 | 1.3 | 0.4 | 2.8 | 3.7 | 13.6 |
| 7  | Mike Bratz        | 28   | 82 | 0  | 17.4 | 2.6 | 6.4  | .409 | 0.2 | 0.6 | .294 | 1.5 | 1.7 | .876 | 0.5 | 1.2 | 1.7 | 3.1 | 1.0 | 0.1 | 1.3 | 1.9 | 6.8  |
| 8  | Ron Brewer        | 28   | 13 | 3  | 16.2 | 2.1 | 4.5  | .466 | 0.0 | 0.1 | .000 | 0.8 | 1.3 | .647 | 0.4 | 0.6 | 1.0 | 0.5 | 0.5 | 0.4 | 0.5 | 0.8 | 5.0  |
| 9  | Don Collins       | 25   | 61 | 6  | 15.7 | 3.1 | 6.3  | .483 | 0.0 | 0.1 | .200 | 1.1 | 1.5 | .730 | 1.0 | 1.1 | 2.1 | 1.1 | 0.7 | 0.2 | 1.3 | 2.0 | 7.2  |
| 10 | Darren Tillis     | 23   | 72 | 1  | 10.1 | 1.5 | 3.5  | .425 | 0.0 | 0.0 | .000 | 0.6 | 0.9 | .651 | 1.0 | 1.5 | 2.6 | 0.3 | 0.2 | 0.8 | 0.7 | 2.4 | 3.6  |
| 11 | Sam Williams      | 24   | 7  | 0  | 8.4  | 1.6 | 3.7  | .423 | 0.0 | 0.0 |      | 0.9 | 1.0 | .857 | 0.6 | 1.3 | 1.9 | 0.3 | 0.9 | 0.4 | 0.4 | 0.9 | 4.0  |
| 12 | Pace Mannion      | 23   | 57 | 0  | 8.2  | 0.9 | 2.2  | .397 | 0.1 | 0.2 | .231 | 0.3 | 0.4 | .783 | 0.4 | 0.6 | 1.0 | 0.8 | 0.4 | 0.0 | 0.4 | 1.1 | 2.1  |
| 13 | Russell Cross     | 22   | 45 | 0  | 7.9  | 1.4 | 2.5  | .571 | 0.0 | 0.0 |      | 0.8 | 2.0 | .418 | 0.8 | 1.0 | 1.8 | 0.5 | 0.3 | 0.2 | 0.4 | 1.3 | 3.7  |
| 14 | Chris Engler      | 24   | 46 | 1  | 7.8  | 0.7 | 1.8  | .398 | 0.0 | 0.0 |      | 0.3 | 0.5 | .609 | 0.6 | 1.5 | 2.1 | 0.2 | 0.2 | 0.1 | 0.5 | 1.5 | 1.7  |
| 15 | Lorenzo Romar     | 25   | 3  | 0  | 5.0  | 0.7 | 1.7  | .400 | 0.0 | 0.3 | .000 | 0.7 | 1.3 | .500 | 0.0 | 0.3 | 0.3 | 0.3 | 0.0 | 0.0 | 0.0 | 0.3 | 2.0  |